# Navua River
Navua River är ett vattendrag i Fiji.   Det ligger i divisionen Centrala divisionen, i den centrala delen av landet, 30 km väster om huvudstaden Suva.